# Zmarli w roku 1990
Lista osób zmarłych w 1990:

## styczeń 1990
- 6 stycznia – Pawieł Czerenkow (ros. Павел Алексеевич Черенков), rosyjski fizyk, laureat Nagrody Nobla[1]
- 13 stycznia – Edward Konecki, polski artysta grafik, projektant banknotów[2]
- 14 stycznia – Stanisław Krystyn Zaremba, polski taternik i alpinista oraz matematyk[3]
- 19 stycznia – Herbert Wehner, niemiecki polityk[4]
- 25 stycznia:
  - Dámaso Alonso, hiszpański poeta[5]
  - Ava Gardner, amerykańska aktorka[6]
  - Wiktor Wojeński, polski funkcjonariusz służb specjalnych[7]
- 26 stycznia – Dodo Abaszydze, gruziński aktor i reżyser[8]
- 28 stycznia – Edward Szymkowiak, polski piłkarz[9]

## luty 1990
- 2 lutego:
  - Paul Ariste, estoński językoznawca-uralista[10]
  - Eugeniusz Dacyl, polski mistrz kamieniarstwa[11]
  - Benedykt Daswa, południowoafrykański nauczyciel, męczennik, błogosławiony katolicki[12]
- 7 lutego – Alan Perlis, amerykański specjalista nauk komputerowych, pierwszy laureat Nagrody Turinga[13]
- 8 lutego – Katalin Karády, węgierska aktorka i piosenkarka[14]
- 16 lutego – Keith Haring, amerykański artysta współczesny[15]
- 19 lutego – Michael Powell, brytyjski reżyser filmowy[16]
- 24 lutego – Alessandro Pertini, włoski polityk, prezydent Włoch[17]
- 27 lutego – Henryk Wereszycki, polski historyk[18]
- 28 lutego – Kornel Filipowicz, polski pisarz[19]

## marzec 1990
- 5 marca – Klemens Szaniawski, polski filozof[20]
- 7 marca – Kazimierz Błahij, polski dziennikarz, publicysta, reportażysta, pisarz[21]
- 19 marca – Andrew Wood, amerykański aktor[22]
- 31 marca – Jerzy Ablewicz, duchowny katolicki, biskup tarnowski[23]

## kwiecień 1990
- 3 kwietnia – Stanisław Sokołowski, polski geolog i taternik[24]
- 15 kwietnia – Greta Garbo, szwedzko-amerykańska aktorka filmowa i teatralna[25]
- 17 kwietnia – Witold Łokuciewski, polski pilot, as myśliwski II wojny światowej[26]
- 18 kwietnia – Gory Guerrero, meksykański wrestler[27]
- 21 kwietnia – Tadeusz Parpan, polski piłkarz, 20-krotny reprezentant Polski[28]
- 22 kwietnia – Halina Chrostowska, polska graficzka, rysowniczka, pedagog, działaczka artystyczna

## maj 1990
- 6 maja – Irmtraud Morgner, niemiecka pisarka[29]
- 16 maja – Jim Henson, twórca Muppet Show i Ulicy Sezamkowej[30]
- 22 maja – Rocky Graziano, amerykański bokser, mistrz świata[31]
- 26 maja – Kazimierz Paszucha, polski taternik, alpinista, chemik[32]

## czerwiec 1990
- 2 czerwca – Walter Davis Jr., amerykański pianista hard bopowy[33]
- 11 czerwca – Aleksander Szuch, bohater wojenny[34]
- 15 czerwca – Ryszard Cieślak, polski aktor[35]

## lipiec 1990
- 4 lipca – Edwin Skinner, misjonarz Świadków Jehowy[36]
- 26 lipca – Hans Aebli, szwajcarski psycholog i pedagog[37]
- 29 lipca – Bruno Kreisky, austriacki polityk, działacz socjalistyczny[38]

## sierpień 1990
- 1 sierpnia – Adam Wolnikowski, polski historyk, bibliofil[39]
- 4 sierpnia – Armand Apell, francuski bokser[40]
- 9 sierpnia – Władysław Orlicz, polski matematyk, przedstawiciel lwowskiej szkoły matematycznej[41]
- 12 sierpnia – Piotr Perkowski, polski kompozytor i pedagog[42]
- 18 sierpnia:
  - Burrhus Frederic Skinner, amerykański psycholog[43]
  - Grethe Ingmann, duńska piosenkarka, zwyciężczyni 8. Konkursu Piosenki Eurowizji[44]

## wrzesień 1990
- 3 września – Mieczysław Fogg, polski piosenkarz[45]
- 9 września – Nicola Abbagnano, włoski filozof[46]

## październik 1990
- 6 października – Henryk Vogelfänger, polski aktor radiowy i filmowy[47]
- 7 października:
  - Klara Badano, włoska błogosławiona katolicka[48]
  - Małgorzata Doliwa-Dobrowolska, polska pianistka, pedagog muzyczny, sybiraczka[49]
- 12 października – Andrzej Krzepkowski, polski pisarz fantastycznonaukowy[50]
- 13 października – Lê Đức Thọ, wietnamski generał, polityk, dyplomata, laureat Pokojowej Nagrody Nobla[51]
- 14 października – Leonard Bernstein, amerykański kompozytor i dyrygent[52]
- 18 października – Stanisław Brodzki, polski dziennikarz i publicysta[53]
- 22 października – Louis Althusser, francuski filozof marksistowski[54]
- 23 października – Berthold Lubetkin, brytyjski architekt rosyjskiego pochodzenia[55]
- 26 października:
  - Barbara Ludwiżanka, polska aktorka[56]
  - Edward Rączkowski, polski aktor[57]
- 27 października – Wacław Kowalski, polski aktor[58]
- 31 października – Aya Kōda, japońska eseistka i powieściopisarka[59]

## listopad 1990
- 5 listopada – rabin Me’ir Kahane, skrajnie prawicowy działacz żydowski[60]
- 12 listopada – Eve Arden, amerykańska aktorka[61]
- 23 listopada – Roald Dahl, brytyjski pisarz, scenarzysta i publicysta pochodzenia norweskiego[62]
- 26 listopada – Feng Youlan, chiński filozof i historyk filozofii, autor bardzo wpływowej Historii filozofii chińskiej[63]

## grudzień 1990
- 2 grudnia – Aaron Copland, amerykański kompozytor[64]
- 7 grudnia – Reinaldo Arenas, kubański poeta[65]
- 8 grudnia – Tadeusz Kantor, reżyser, malarz i scenograf[66]
- 12 grudnia – Zofia Maternowska, polska lekarka, żołnierz AK, więzień polityczny okresu stalinizmu[67]
- 14 grudnia – Friedrich Dürrenmatt, szwajcarski dramaturg i prozaik[68]

- data dzienna nieznana: 
  - Albert Gordon Austin, australijski pisarz[69]
  - Börje Holmgren, szwedzki curler[70]